# Comuni del Libano
I comuni del Libano (in francese municipalité) rappresentano la suddivisione di terzo livello del Paese, dopo i governatorati e i distretti. Hanno personalità giuridica, autonomia finanziaria e potere di autogestione degli interessi locali. La loro attività è disciplinata dal decreto legislativo della Repubblica Libanese 30 giugno 1977, n. 118.  Al maggio 2016 si contavano 1.029 comuni, di seguito indicati.

## Governatorato di Beirut
- Beirut

## Governatorato di Akkar

### Distretto di Akkar
- Abboudieh
- Aidamoun - Chikhalar
- Akkar el Atika
- Ayat
- Andket
- Bayno - Kaboula
- Bazbina
- Bebnine
- Beit Mallat
- Berkayel
- Bireh
- Bkerezla
- Bourj el Arab
- Bourj
- Bzal
- Chadra
- Charbila
- Cheikh Ayyash
- Cheikh Mohammad
- Cheikh Taba
- Deir Jennine
- Endkit
- Fnaydek
- Hakour
- Halba
- Hayssat
- Hmayra
- Jdeidet el Joumeh
- Jdeidet el Kaiteh
- Jebrayel
- Karem Asfour - Beit Ghattas
- Kobayat
- Kobbat el Chamrat
- Koucha
- Machta Hassan
- Majdla
- Mashha
- Mazraat Baldeh
- Mechmech
- Minyara
- Nfaiseh
- Rahbeh
- Saysouk
- Sfainet el Dreib
- Tal Maayan
- Tel Abbas el Gharby
- Telbireh
- Zawarib
- Zouk el Hosnyeh

## Governatorato di Baalbek-Hermel

### Distretto di Baalbek
- Ain
- Ainata
- Al Khodr
- Al Nabi Sheet
- Baalbek
- Barka
- Bechwat
- Bednayel
- Brital
- Btadhi
- Buday
- Chaat
- Chmestar - Gharbi Baalbeck
- Deir el Ahmar
- Douriss
- Fiké - Jdeydeh
- Fleweh
- Hadath
- Hazin
- Hlebta
- Hosh Barada
- Hosh el Rafika
- Hosh Snid
- Hosh Tal Safiya
- Hrebta
- Iaat
- Jabbouleh
- Janta
- Kah
- Karha
- Khraibeh
- Ksarnaba
- Labweh
- Majdloun
- Makneh
- Nabi Othman
- Ram - Jbenniyeh
- Ras
- Saayde
- Seriine el Fawka
- Seriine el Tahta
- Shleefa
- Talya
- Taraya
- Tayba
- Temnin el Fawka
- Temnin el Tahta
- Wadi Faara
- Yammouné
- Younine

### Distretto di Hermel
- Chawaghir el Fawka Wal Tahta
- Hermel
- Jouar el Hachich
- Kasser - Fisane
- Kouakh

## Governatorato della Beqā

### Distretto della Beqa' Ovest
- Ain el Tineh
- Ain Zebdeh
- Ammik
- Ana
- Aytanit
- Baaloul
- Bab Mareh
- Ghaza
- Hoch Harimeh
- Jeb Jennine
- Kamed el Laouz
- Qaraoun
- Kefraya
- Kelya
- Kherbet Kanafar
- Lala
- Lebbaya
- Machghara
- Manara
- Mansoura
- Marej
- Maydoun
- Saghbine
- Sohmor
- Souairy
- Sultan Yaakoub
- Yehmor

### Distretto di Rashaya
- Ain Arab
- Ain Ata
- Ain Harcha
- Akabeh
- Ayha
- Ayta el Fekhar
- Bakifa
- Bakka
- Beit Lahya
- Bireh
- Daher el Ahmar
- Deir el Achayer
- Helwa
- Hoch
- Kawkaba
- Kfardaniss
- Kfarfouk
- Kfarmechki
- Kherbet Rouha
- Majdel Anjar
- Majdel Balhiss
- Mdoukha
- Mhaydseh
- Rachaya
- Rafid
- Tanoura
- Yanta

### Distretto di Zahle
- Ablah
- Ain Kfarzabad
- Ali el Nahri
- Anjar (Hoch Moussa)
- Bar Elias
- Bouarej
- Chtaura
- Deir el Ghazal
- Ferzol
- Hay el Fikany
- Hezerta
- Jdita
- Kaah el Rim
- Kab Elias - Wadi el Deloum
- Kfarzabad
- Kousaya
- Massa
- Mekssi
- Mrayjat
- Nabi Ayla
- Niha Bekaa
- Rhit
- Riyak - Hoch Hala
- Saadnayel
- Taanayel
- Terbol
- Zahle - Maalaka

## Governatorato del Monte Libano

### Distretto di Aley
- Abey
- Aghmid
- Ain Dara
- Ain Drafil
- Ain el Remmaneh
- Ain el Saydeh
- Ain Jedideh
- Ain Ksour
- Aïn Onoub
- Ainab
- Aley
- Aramoun el Ghareb
- Baawerta
- Badghan
- Bassatine
- Bayssour
- Bchamoun
- Bdadoun
- Bennay
- Bhamdoun el Balda
- Bhamdoun el Mhatta
- Bkhechtey
- Bleibel
- Bmakkine
- Bmahray
- Bsouss
- Btalloun
- Btater
- Chanay
- Charoun
- Chartoun
- Chemlan
- Choueifat
- Deir Koubel
- Dfoun
- Eitat
- Bdadoun
- Kehaleh
- Keyfoun
- Kfaraamey
- Kfarmatta
- Kommatyeh
- Majdelbaana
- Mansourieh - Ain el Marej
- Mecherfeh
- Mejdlaya
- Ramliyeh
- Rechmaya
- Rejmeh
- Remhala
- Rouaysset el Neeman
- Saoufar
- Souk el Gharb
- Taazanieh

### Distretto di Baabda
- Abadiyeh
- Araya
- Arbanieh - Dlaybeh
- Arsoun
- Baabda
- Baalechmey
- Betchay - Al Mardacha
- Bmaryam
- Burj El Barajneh
- Bsaba
- Btekhney
- Bzebdine
- Chbeniyeh
- Chiyah
- Chouit
- Deir el Haref
- Falougha
- Furn el Chebbak - Ain el Remmaneh - Tehwitat el Nahr
- Ghbeireh
- Hadeth
- Hammana
- Haret el Sett
- Haret Hreik
- Hasbaya El Matn
- Hazmieh
- Jouar al Hoz
- Jouret Arsoun
- Kalaa
- Kfarchima
- Kfarselwan
- Khraybe
- Knayseh
- Kobeih
- Kortada
- Krayeh
- Ksaybeh
- Mreijeh - Tehwitat el Ghadir - Al Laylakeh
- Qornayel
- Ras el Haref
- Ras el Metn
- Rouayset el Ballout
- Salima
- Tarchich
- Wadi Chahrour al Olya
- Wadi Chahrour al Soufla

### Distretto di Jbeil
- Grotte d'Afqa
- Ain el Ghouayba
- Akoura
- Almat - Souaneh
- Amchit
- Annaya - Kfarbaal
- Bechtlida - Fidar
- Bejjeh
- Berbara
- Blatt
- Eddeh
- Ehmej
- Fatre
- Fidar
- Halate
- Hjoula
- Hosrayel
- Hsoun
- Jaj
- Byblos
- Qartaba
- Laklouk
- Lassa
- Lehfed
- Mayfouk - Kattara
- Mazraat el Siyad
- Mechmech
- Mejdel
- Mghayreh
- Mounsef
- Fleuve d'Abraham
- Ras Osta
- Tartej
- Yanouh

### Distretto di Kisrawan
- Achkout
- Adma Oua Dafneh
- Ain er Rihaneh
- Antoura
- Ajaltoun
- Akaybeh
- Aramoun
- Azra & Ozor
- Ballouneh
- Batha
- Bekaatat Achkout
- Bouar
- Chahtoul & Jouret Mehad
- Chnaniir
- Daraya
- Darooun Harissa
- Dlebta
- Faraya
- Fatka
- Feytroun
- Ghazir
- Ghbaleh
- Ghedrass
- Ghosta
- Ghyneh
- Hiyata
- Hosein
- Hrajel
- Jdeideh - Harharaya - Kattine
- Jeita
- Jounieh
- Jouret Termos
- Kfardebian
- Kfour
- Klayaat
- Maaysra
- Mayrouba
- Raachine
- Rayfoun
- Safra
- Shayle
- Tabarja - Kfaryassine
- Wata el Jawz
- Yahchouch
- Zaaytre
- Zeytoun
- Zouk Mikael
- Zouk Mosbeh

### Distretto di al-Matn
- Ain el Safssaf - Mar Michael Bnabil
- Ain Saadeh - Beit Mery
- Antoura (al-Matn)
- Antelias - Naqqach
- Ayroun
- Baabdat
- Baskinta
- Beit Chabab - Chaouiye & Konaytra
- Beit el Chaar & Hadirat
- Biakout
- Bikfaya - Mhaydseh
- Bourj Hammoud
- Brummana
- Bsalim - Mezher - Majzoub
- Bteghrine
- Choueir - Ain el Sendianeh
- Dahr el Sawan
- Dbaiyeh - Zouk al Khrab - Haret al Ballaneh - Aoukar
- Dekwaneh - Mar Roukouz - Daher al Hosein
- Dik El Mehdi
- Douar
- Fanar
- Ghabeh
- Ghabet Bologna - Wata el Mrouj
- Jal el Dib - Bkenneya
- Jdeideh - Bauchrieh - Sed el Bauchrieh
- Kaakour
- Kafarakab
- Kfertay
- Khenchara & Jouar
- Konnabat Broummana
- Kornet Chehwan - Ain Aar - Beit El Kekko & Hbous
- Majdel Tarchich
- Mansourieh - Mkalles - Daychounieh
- Mar Chaaya & Mzekke
- Mar-Moussa - Douar
- Marjaba
- Mazraat Yachoua
- Mrouj
- Mtein & Mchikha
- Nabay
- Ouyoun
- Rabieh
- Roumieh
- Sakiyat al Mesek - Bhersaf
- Sin el Fil
- Zalka - Amaret Chalhoub
- Zarooun
- Zekrite

### Distretto dello Shuf
- Ain Kani
- Ain Wzein
- Ain Zhalta
- Ainbal
- Amatour
- Ammik
- Anout
- Atrine
- Baakline
- Baasir
- Baatharan
- Barja
- Barouk - Freydiss
- Bater
- Batloun
- Bchetfine
- Beiteddine
- Berjein & Mreyjat
- Bireh
- Botme
- Bsaba El Chouf
- Chehim
- Daher el Mghara
- Dalhoun
- Damour
- Daraya
- Dibbiyeh
- Deir Dourit
- Deir el Kamar
- Deir Kouche
- Dmit
- Fouara
- Gharife
- Haret Jandal
- Hasrout
- Jadra
- Jahlieh
- Jbeih
- Jdeidet el Chouf
- Jiyeh
- Joun
- Kahlounie
- Ketermaya
- Kfarfakoud
- Kfarhim
- Kfarkatra
- Kfarnabrakh
- Kfarniss
- Khraybeh
- Knayse
- Maasser Beiteddine
- Maasser el Chouf
- Majdel Meouch
- Mazboud
- Mazraat el Chouf
- Mazraat el Daher
- Mechref
- Mghayrie
- Mokhtara
- Mristeh
- Naameh
- Niha
- Rmayle
- Sebline
- Semkanieh
- Serjbeil
- Wadi Sit
- Warhanieh
- Werdanieh
- Zaarourieh

## Governatorato del Nord Libano

### Distretto di Batrunn
- Ajdabra
- Assia
- Batrun
- Bcheeleh
- Bkesmaya
- Chebtine
- Chekka
- Douma
- Eddeh
- Hamat
- Hardine - Beit Kassab
- Hery
- Ibrine
- Kfar Abida
- Kfarhalda
- Kfour el Arabi
- Kobba
- Ras Nahhache
- Selaata
- Tannourine
- Zan

### Distretto di Bsharre
- Abdine
- Barhelyoun
- Bazooun
- Bcharré
- Bkaakafra
- Bkerkacha
- Hadath el Jobbeh
- Hadshit
- Hasroun
- Kanat
- Tourza

### Distretto di Koura
- Afsaddik
- Ain Ekrine
- Ajed Ibrine
- Amioun
- Anfeh
- Barsa
- Batroumine
- Bdebba
- Bishmizzine
- Bednayel
- Bkeftine
- Bsarma
- Bterram
- Btouratij
- Bziza
- Dar Beechtar
- Dar Chmezzine
- Deddeh
- Fih
- Kaftoun
- Kalhat
- Kefraya
- Kfarakka
- Kfarhata
- Kfarhazir
- Kfarkahel
- Kfarsaroun
- Kosba
- Mejdel - Zakzouk - Wata Fares
- Metrite
- Nakhleh
- Rasmaska
- Rechdebbine

### Distretto di Minieh e Dinnieh
- Asoun
- Bakhoun
- Beddawi - Wadi Nahleh
- Beit el Fokss
- Bekaasafrine
- Bhannine & Artousa
- Bkarsouna - Kattine
- Deir Ammar
- Deir Nbouh
- Karm el Moher
- Kfarchalane
- Kfarhabou
- Minyeh
- Mrah Sraj
- Nemrine & Bkaouza
- Sfireh
- Sir
- Tarane

### Distretto di Tripoli
- Kalamoun
- Mina
- Tripoli

### Distretto di Zgharta
- Achache
- Aintourine
- Alma
- Arabet Kozhaya
- Arde
- Arjess
- Aslout
- Ayto
- Basloukit
- Bheyra
- Bnachee
- Daraya - Bechnine
- Haret el Fouar
- Iaal
- Karem Saddeh
- Kfard Lakouss
- Kfarfou
- Kfarhata
- Kfarsghab - El Mareh
- Kfaryachit - Besebhel
- Kfarzayna
- Korah Bach
- Mazraat el Teffah
- Mejdlaya
- Mezyara - Haref - Hmayss
- Miryata - Kadrieh
- Rachiine
- Raskifa
- Sakhra
- Sebhel
- Serhel
- Toula - Aslout
- Zghorta - Ehden

## Governatorato del Sud Libano

### Distretto di Jezzin
- Aaray
- Aitouleh
- Aramta
- Aychieh
- Azour
- Benweteh
- Bkassine
- Bteddine el Lekech
- Haytoura
- Homsiyeh
- Jarmak
- Jernaya
- Jezzine - Ain Majdaleyn
- Karkha
- Kattine - Hidab
- Kfarfalous
- Kfarhouna
- Kfarjarrah
- Lebaa
- Louaizeh
- Machmouche
- Maknounieh
- Midane
- Mjeydel
- Mlikh
- Rihane
- Rimat - Chkadif
- Roum
- Sabbah
- Saydoun
- Sfaray
- Snaya
- Sojod
- Wadi Jezzine
- Wadi el laymoun
- Zhalta

### Distretto di Sidone
- Abra
- Adloun
- Adousieh
- Ain el Deleb
- Ankoun
- Bablieh
- Barty
- Bayssarieh
- Bkosta
- Bnaafoul
- Bramieh
- Dareb el Sim
- Erkay
- Ghazieh
- Ghessanieh
- Haret Saida
- Hlalyeh
- Insariat
- Irzay
- Kaakaiyat el Snaoubar
- Kawthariyet el Siyyad
- Kfarhatta
- Kfarmilke
- Khartoum
- Khrayeb
- Knarite
- Krayeh
- Loubieh
- Maghdouché
- Majdelyoun
- Meemarieh
- Merwanieh
- Mieh Mieh
- Najjarieh
- Sidon
- Saksakieh
- Salhieh
- Sarafand
- Tafahta
- Tanbourit
- Zeita
- Zrariyeh

### Distretto di Tiro
- Aaytit
- Abbassieh
- Ain Baal
- Alma el Chaab
- Arzoun
- Baflaya
- Barich
- Batoulieh
- Bayyad
- Bazourieh
- Bedyass
- Borj el Chamali
- Borj Rahhal
- Bourghlieh
- Boustane
- Chameh
- Chehabie
- Chehour
- Chihine
- Debaal
- Deir Amess
- Deir Kanoun - Ras el Ain
- Deir Kanoun Naher
- Derdghaya
- Halloussieh
- Hanawey
- Henniye
- Hmayri
- Jebbine
- Jwaya
- Kana
- Kolayleh
- Maarake
- Maaroub
- Mahroune
- Majadel
- Majdalzoun
- Mansouri
- Marwahine
- Mazraat Mechref
- Naqura
- Ramadiye
- Rechknanay
- Selha
- Siddikine
- Srifa
- Tayrdebba
- Tayrfelsay
- Tayrharfa
- Toura
- Tiro
- Yanouh
- Yarine
- Zebkine

## Governatorato di Nabatiye

### Distretto di Bent Jbail
- Ain Ebel
- Aynata
- Ayta el Chaeb
- Ayta el Jabal
- Aytaroun
- Beit Lif
- Beit Yahoun
- Bint-Jbeil
- Borj Kalaway
- Braachit
- Chakra wa Doubeih
- Debel
- Deir Antar
- Froun
- Ghandouriyeh
- Hanine
- Hariss
- Hdatha
- Jmeyjmeh
- Kafra
- Kalaway
- Kawzah
- Kfardounine
- Khirbet Selm
- Kounine
- Maroun el Ras
- Rchaf
- Rmeich
- Serbine
- Sultanieh
- Tibnine
- Tiri
- Yaroun
- Yater

### Distretto di Hasbaya
- Ain Kanya
- Chebaa
- Chwayya
- Fardiss
- Hasbaya
- Hbariyeh
- Kawkaba
- Kfarchouba
- Kfarhamam
- Kfeir
- Khalwat
- Mari
- Marj el Zhour
- Mimass
- Rachaya el Fokhar

### Distretto di Marjayoun
- Adayseh
- Adchit
- Bani Hayann
- Blatt
- Blida
- Debbine
- Deir Mimass
- Deir Syriane
- Ebel el Saky
- Houla
- Jdeidet Marjeeyoun
- Kabrikha
- Kantara
- Kfarkila
- Khiam
- Klayaa
- Majdel Selem
- Markaba
- Mays el Jabal
- Rab Thalathine
- Sawaneh
- Tallousseh
- Taybeh
- Wazzany

### Distretto di Nabatiye
- Adchit Ech Chqif
- Ain Kana
- Ansar
- Arabsalim
- Arnoun
- Breykaah
- Charkiyeh
- Choukine
- Deir el Zahrani
- Doueir
- Ebba
- Habbouch
- Harouf
- Houmin el Fawka
- Houmin el Tahta
- Jarjouh
- Jbaah - Ain Bouswar
- Jebchit
- Kaakaiyet el Jisr
- Kfarfila
- Kfarremane
- Kfarsir
- Kfartebnit
- Kfour
- Kossaybeh
- Mayfadoun
- Nabatieh el Fawka
- Nabatieh el Tahta
- Namiriyeh
- Roumine
- Sirba
- Siney
- Sir el Gharbiyeh
- Yehmor el Chekif
- Zawtar el Charkiyeh
- Zawtar el Gharbiyeh
- Zebdine
- Zefta